# Airat Ichmouratov
Airat Ichmouratov (ryska: Айрат Рафаилович Ишмуратов: Ajrat Rafailovitj Isjmuratov, tatariska: Айрат Рафаил улы Ишмурат: Ajrat Rafail uly Isjmurat), född 28 juni 1973 i Kazan i Tatariska ASSR i Sovjetunionen (nu  Tatarstan i Ryssland), är en kanadensisk kompositör, orkesterdirigent dirigent och musiker (klarinettist) i klezmergruppen Kleztory.